# دیر العصافیر
دیر العصافیر (به عربی: دیر العصافیر) یک روستا در سوریه است که در ملیحه واقع شده‌است. دیر العصافیر ۶٬۲۰۹ نفر جمعیت دارد.